# Ksawera Barańska
Ksawera Barańska z domu Nowakowska (ur. 21 lutego 1918 w Przybysławicach, zm. 28 czerwca 2010 w Sandomierzu) – polska rolniczka, poseł na Sejm PRL IV kadencji.

## Życiorys
Córka Władysława i Katarzyny z domu Szczur. Uzyskała wykształcenie podstawowe, z zawodu rolniczka. Pochodziła ze wsi Grabina. Wchodziła w skład zarządu Okręgowej Spółdzielni Mleczarskiej w Sandomierzu. Została członkiem Zjednoczonego Stronnictwa Ludowego. W 1965 uzyskała mandat posła na Sejm PRL z okręgu Ostrowiec Świętokrzyski. W trakcie kadencji zasiadała w Komisji Rolnictwa i Przemysłu Spożywczego.
Wchodziła w skład Komisji Rewizyjnej Rejonowego Związku Rolników, Kółek i Organizacji Rolniczych w Sandomierzu.
W 1979 wyróżniona wpisem do „Księgi zasłużonych dla województwa tarnobrzeskiego”. W 1997 otrzymała Krzyż Oficerski Orderu Odrodzenia Polski.